# Trattato di Edimburgo-Northampton
Il trattato di Edimburgo-Northampton è un trattato di pace stipulato nel 1328 tra il regno d'Inghilterra e il regno di Scozia che pose fine alla prima guerra di indipendenza scozzese.
Il trattato venne firmato ad Edimburgo da Robert I Bruce, sovrano di Scozia, il 17 marzo 1328 e successivamente ratificato dal Parlamento d'Inghilterra a Northampton il 1º maggio 1328. Il documento era scritto in francese ed è attualmente conservato presso i National Archives of Scotland  ad Edimburgo.
L'effetto più importante del trattato fu il riconoscimento da parte del regno d'Inghilterra della piena indipendenza del regno di Scozia. Con il riconoscimento del titolo di sovrano Roberto Bruce non avrebbe più avuto l'obbligo di prestare giuramento alla corona inglese.
L'accordo prevedeva che la nuova pace tra i due regni venisse sancita e rafforzata ulteriormente con la promessa di matrimonio tra l'erede di Roberto Bruce, David e la figlia di Edoardo II, Giovanna Plantageneta che venne celebrato il 17 luglio 1328 a Berwick.